# Shama (Ghana)
Shama ist ein Fischerort mit gut 10.000 Einwohnern an der Küste des westafrikanischen Ghana. Der Ort befindet sich etwa 20 Kilometer östlich von Sekondi-Takoradi im Shama District an der Mündung des Flusses Pra in den Atlantischen Ozean.

## Geschichte
Bekannt und von historischer Bedeutung ist Shama durch die hier errichtete ehemals portugiesische Festung Fort San Sebastian, die eine der ältesten in Afrika ist und seit 1979 auf der Liste des UNESCO-Weltkulturerbes steht. In Shama liegt zudem Deutschlands erster Professor afrikanischer Herkunft, der aus dem heutigen Ghana stammende Anton Wilhelm Amo (1703–1784), begraben, der auf der Burg San Sebastian seinen Lebensabend verbrachte.